# SN 1990I
SN 1990I – supernowa typu Ib odkryta 29 kwietnia 1990 roku w galaktyce NGC 4650A. W momencie odkrycia miała maksymalną jasność 16,70m.